# Port lotniczy Wyspy Marshalla
Port lotniczy Wyspy Marshalla (IATA: MAJ, ICAO: PKMJ) – port lotniczy zlokalizowany w mieście Majuro, stolicy Wysp Marshalla.

## Linie lotnicze i połączenia
- Air Marshall Islands (Airok, Aur, Ebon, Enejit, Jaluit, Jeh, Kaben, Kili, Kwajalein, Majkin, Maloelap, Mejit, Mili, Namdrik, Utirik, Wotje).
- United Airlines obsługiwane przez Continental Micronesia (Chuuk, Guam, Honolulu, Kosrae, Kwajalein, Pohnpei).